# Landolphia robustior
Landolphia robustior là một loài thực vật có hoa trong họ La bố ma. Loài này được (K.Schum.) J.G.M.Pers. mô tả khoa học đầu tiên năm 1992.